# Henoch (Sohn Kains)
Henoch ist im Alten Testament der Sohn Kains und Enkel Adams. 
Dieser Henoch ist nicht zu verwechseln mit Henoch, dem Nachkommen Sets (Gen 5,18 ).

## Etymologie
Die Herkunft des Personennamens חֲנוֹךְ ḥǎnôkh, deutsch ‚Henoch‘ (in Gen 25,4  חֲנֹךְ ḥǎnokh) ist unsicher. Hans Rechenmacher leitet den Namen von kanaanäisch ḫanāku „Gefolgsmann“ ab und nimmt an, dass es sich um die Kurzform einer Genitivverbindung bestehend aus Grundwort und Bestimmungswort handelt. Das Bestimmungswort und zugleich theophore Element sei ausgefallen, übrig sei noch das Grundwort „Gefolgsmann“. Der Name bedeute daher „Gefolgsmann (Gottes)“. Inhaltlich lassen sich dazu die mit עֶבֶד ‘ævæd, deutsch ‚Knecht‘ gebildeten Namen vergleichen (z. B. עַבְדִּיאֵל ‘avdî’el, deutsch ‚Knecht Gottes‘). Martin Noth hingegen geht von der Wurzel ḤNK aus, vergleicht arabisch ḥunukun und übersetzt den Namen als „klug, gelehrt“. Schließlich kommt eine Ableitung des Namens von der Wurzel חנך ḥnk „einweihen“ in Betracht, sodass der Name als „Einweiher / Gründer“ übersetzt werden könnte.
Die Septuaginta gibt den Namen als Ενωχ Enōch wieder, die Vulgata als Enoch und der Samaritanische Pentateuch als ’Īnok.

## Biblischer Bericht
Nach Gen 4,17  ist Henoch der erstgeborene Sohn Kains. Seine Mutter ist eine Frau, die Kain im Land Nod geheiratet hatte. Nach Henoch wird eine Stadt benannt, die sein Vater Kain gründete. Nach Gen 4,18  ist Henoch der Vater Irads.

## Traditionelle Auslegung
Wenn Adam und Eva die ersten Menschen sind, stellt sich die Frage, wen Kain dann zur Frau genommen habe, und wer die Mutter Henochs sei. Diese Frage wird dahingehend beantwortet, dass Adam und Eva nach Kain, Abel und Set auch noch Töchter bekommen hätten, Kain also seine eigene Schwester geheiratet hätte. So wird es auch im Buch der Jubiläen 4,1.9 dargestellt, wo die Mutter Henochs Awan genannt wird. 

## Historisch-kritische Auslegung
Die Person des Henoch wird in nichtpriesterschriftlicher Überlieferung als Sohn des Kain bezeichnet, während sie innerhalb der Priesterschrift an siebter Stelle in der Genealogie von Seth bis Noach erscheint. Dabei wird davon ausgegangen, dass die eine Person des Henoch jeweils an verschiedenen Stellen in die Genealogie eingeordnet wurde.
Die Henochüberlieferung ist ursprünglich unabhängig von der Erzählung von Adam und Eva. Folglich setzt sie nicht eine sehr geringe Anzahl von Menschen auf der Erde voraus, sondern eine Anzahl von Völkern. So kann Kain eine Frau aus einem anderen Volk heiraten. Auch, dass Kain in Gen 4,16  in das Land Nod weggeht, setzt bereits voraus, dass dort ein Volk lebt, bei dem er sich ansiedeln kann.